# Croton denisii
Espèce
Classification APG II (2003)
Croton denisii est une espèce de plantes à fleurs du genre Croton et de la famille des Euphorbiaceae, présente au sud-ouest de Madagascar.